# Robert Benson (jégkorongozó)
Robert John „Bobby” Benson (Winnipeg, Manitoba, Kanada, 1894. május 18. – Winnipeg, Manitoba, Kanada, 1965. szeptember 7.) olimpiai bajnok kanadai amatőr jégkorongozó. Ősei Izlandról származnak.
Kerettag volt az 1920-as nyári olimpia kanadai jégkorongcsapatában. Kapus volt a posztja. Ez nem egy válogatott volt, hanem egy klubcsapat, a Winnipeg Falcons. A csapat mind a három mérkőzést megnyerte. Egyedül csak az amerikai válogatottat tudták nehezen megverni 2–0-ra az elődöntőben. A döntőben a svéd válogatottat verték 12–1-re.
Amatőr pályafutása alatt 1920-ban megnyerte az Allan-kupát, amiért az amatőr senior csapatok versengenek Kanadában.
Az olimpia után a Western Canada Hockey League-ben játszott, a Calgary Tigersben, és 1924-ben részese volt egy vesztes Stanley-kupa-döntőnek. 1924–1925-ben 8 mérkőzést játszhatott a National Hockey League-es Boston Bruinsban. Még 2 szezont a WCHL-ben szerepelt és egyet a Prairie Hockey League-ben, majd az American Hockey Associationbe ment játszani. Végül a Pacific Coast Hockey League-ből vonult vissza, mint profi játékos 1931-ben.
Harcolt az első világháborúban.